# Carlos Ossa Escobar
Carlos Ossa Escobar (Manizales, 11 de agosto de 1947-Armenia, 13 de marzo de 2019) fue un economista y político colombiano.
Fue rector de la Universidad Distrital Francisco José de Caldas entre 2007 y 2010, miembro de la Asamblea Nacional Constituyente de 1991, miembro de la Junta Directiva del Banco de la República, concejal y contralor general de Colombia de 1998 a 2002.

## Biografía
Estudió economía en la Universidad de Los Andes y una maestría en Economía Agraria de la Universidad Católica de Chile y Administración Pública de la Universidad de Harvard; llegó a ser presidente de la Sociedad de Agricultores de Colombia (SAC). Hizo parte del Partido Liberal y ejerció como consejero presidencial para la paz del gobierno de Virgilio Barco, así como director del Incora y viceministro de Agricultura.
En 1988 postuló a la Alcaldía de Bogotá con el respaldo de los senadores Luis Carlos Galán y Ernesto Samper, pero finalizó en el tercer lugar. Denunció con insistencia el genocidio de la Unión Patriótica. En 1990 aceptó secundar la lista de la Alianza Democrática M-19 a la Asamblea Nacional Constituyente de 1991 y tras finalizar esta labor asumió como miembro de la Junta Directiva del Banco de la República; en 1993 renunció luego de una polémica suscitada por haber sido encontrado en misión oficial portando una dosis personal de marihuana. Entre 1995 y 1997 fue concejal de Bogotá a nombre del Partido Liberal, luego de obtener la segunda votación más alta de la ciudad.
En 1998 el Congreso lo eligió como contralor general de la República, ejerciendo el control administrativo al Estado hasta 2002; en el mismo periodo que gobernó el país uno de sus rivales políticos más enconados, el conservador Andrés Pastrana. Se vinculó al Polo Democrático Alternativo y en su nombre postuló infructuosamente al Senado en 2006; fue elegido como Rector de la Universidad Distrital Francisco José de Caldas entre 2007 y 2010. Sufría en sus últimos años de vida una enfermedad cerebral.